# Avelesges
Avelesges (picardisch: Avlège) ist eine nordfranzösische Gemeinde mit 51 Einwohnern (Stand 1. Januar 2022) im Département Somme in der Region Hauts-de-France. Die Gemeinde liegt im Arrondissement Amiens, ist Teil der Communauté de communes Somme Sud-Ouest und gehört zum Kanton Ailly-sur-Somme.

## Geographie
Avelesges liegt rund einen Kilometer südwestlich von Warlus und rund sechs Kilometer südlich von Airaines; das Gemeindegebiet erstreckt sich nach Süden bis an den Ortsrand von Aumont.

## Einwohner
| 1962 | 1968 | 1975 | 1982 | 1990 | 1999 | 2006 | 2011 |
| ---- | ---- | ---- | ---- | ---- | ---- | ---- | ---- |
| 76   | 86   | 63   | 65   | 51   | 58   | 52   | 50   |

## Verwaltung
Bürgermeister (maire) ist seit 2001 Thierry Hébert.

## Sehenswürdigkeiten
- Kirche Notre-Dame-de-la-Nativité[1]